# Бені Макуана
Бені Макуана (фр. Béni Makouana; нар. 28 вересня 2002, Браззавіль, Республіка Конго) — конголезький футболіст, нападник житомирського «Полісся».

## Клубна кар'єра

### Ранні роки
Під час виступів на батьківщині став володарем Кубку Республіки Конго 2018 року в складі «Дьябль Нуарс». У 2019 році перебрався до гвінейського «Соні Спорт» з Конакрі. Під час перебування в Гвінеї тренувався в молодіжній академії, а також захищав кольори СОАРу з гвінейської Ліги 1.

### «Монпельє»
19 жовтня 2020 року за трансферну суму в 800 000 євро перейшов до французького «Монпельє». У клубі отримав футболку з номером 28, спочатку тренувався з резервною командою. 8 серпня 2021 року дебютував на професіональному рівні за «Монпельє», вийшовши на заміну в програному (2:3) матчі Ліги 1 проти «Марселя». Першим голом за «Монпельє» відзначився 29 січня 2022 року в програному по пенальті (1:1, а потім 4:5) проти «Марселя».

### «Полісся» (Житомир)
9 липня 2023 року підписав 3-річний контракт з новачком УПЛ, «Поліссям». Дебютував за нову команду 28 липня у матчі проти рівненського «Вереса» (2:0). На 2-й хвилині цієї гри відкрив лік голам за житомирський клуб.

## Кар'єра в збірній
У національній збірній Республіки Конго дебютував 11 жовтня 2018 року, вийшов на заміну в переможному (3:1) матчі у кваліфікації Кубку африканських націй проти Ліберії.

## Особисте життя
Бені — онук колишніх футболістів Габарда та Боліди Макуана, які виступали за КАРА (Браззавіль) у 1960-70-х роках.

## Статистика виступів

### Клубна
| Сезон                | Команда              | Чемпіонат            | Чемпіонат | Чемпіонат | Нац. кубок | Нац. кубок | Нац. кубок | Конт. кубок | Конт. кубок | Конт. кубок | Інші кубки | Інші кубки | Інші кубки | Загалом | Загалом | Загалом |
| Сезон                | Команда              | Змаг.                | Матчі     | Голи      | Змаг.      | Матчі      | Голи       | Змаг.       | Матчі       | Голи        | Змаг.      | Матчі      | Голи       | Матчі   | Голи    |         |
| -------------------- | -------------------- | -------------------- | --------- | --------- | ---------- | ---------- | ---------- | ----------- | ----------- | ----------- | ---------- | ---------- | ---------- | ------- | ------- | ------- |
| 2021-22              | «Монпельє»           | Л1                   | 23        | 0         | КФ         | 2          | 1          | -           | -           | -           | -          | -          | -          | 25      | 1       |         |
| 2022-23              | «Монпельє»           | Л1                   | 8         | 0         | КФ         | 1          | 0          | -           | -           | -           | -          | -          | -          | 9       | 0       |         |
| Усього за «Монпельє» | Усього за «Монпельє» | Усього за «Монпельє» | 31        | 0         |            | 3          | 1          |             | -           | -           |            | -          | -          | 34      | 1       |         |
| 2023-24              | «Полісся»            | УПЛ                  | 18        | 4         | КУ         | 2          | 0          | -           | -           | -           | -          | -          | -          | 20      | 4       |         |
| Усього за кар'єру    | Усього за кар'єру    | Усього за кар'єру    | 49        | 4         |            | 5          | 1          |             | -           | -           |            | -          | -          | 54      | 5       |         |

### У збірній

#### По матчах
| Дата       | Місто      | Господарі        | Результат | Гості   | Турнір                                  | Голи | Примітки |
| ---------- | ---------- | ---------------- | --------- | ------- | --------------------------------------- | ---- | -------- |
| 11-10-2018 | Браззавіль | Республіка Конго | 3 – 1     | Ліберія | Відбір до Кубка африканських націй 2019 | -    | 93'      |
| Усього     |            | Матчів           | 1         |         | Голів                                   | 0    |          |

## Досягнення
«Дьябль Нуарс»
- Кубок Республіки Конго
  -  Володар (1): 2018[1]